# Zodariellum subclavatum
Zodariellum subclavatum är en spindelart som först beskrevs av Denis 1952.  Zodariellum subclavatum ingår i släktet Zodariellum och familjen Zodariidae.
Artens utbredningsområde är Marocko. Inga underarter finns listade i Catalogue of Life.